# Leonard Demel von Elswehr

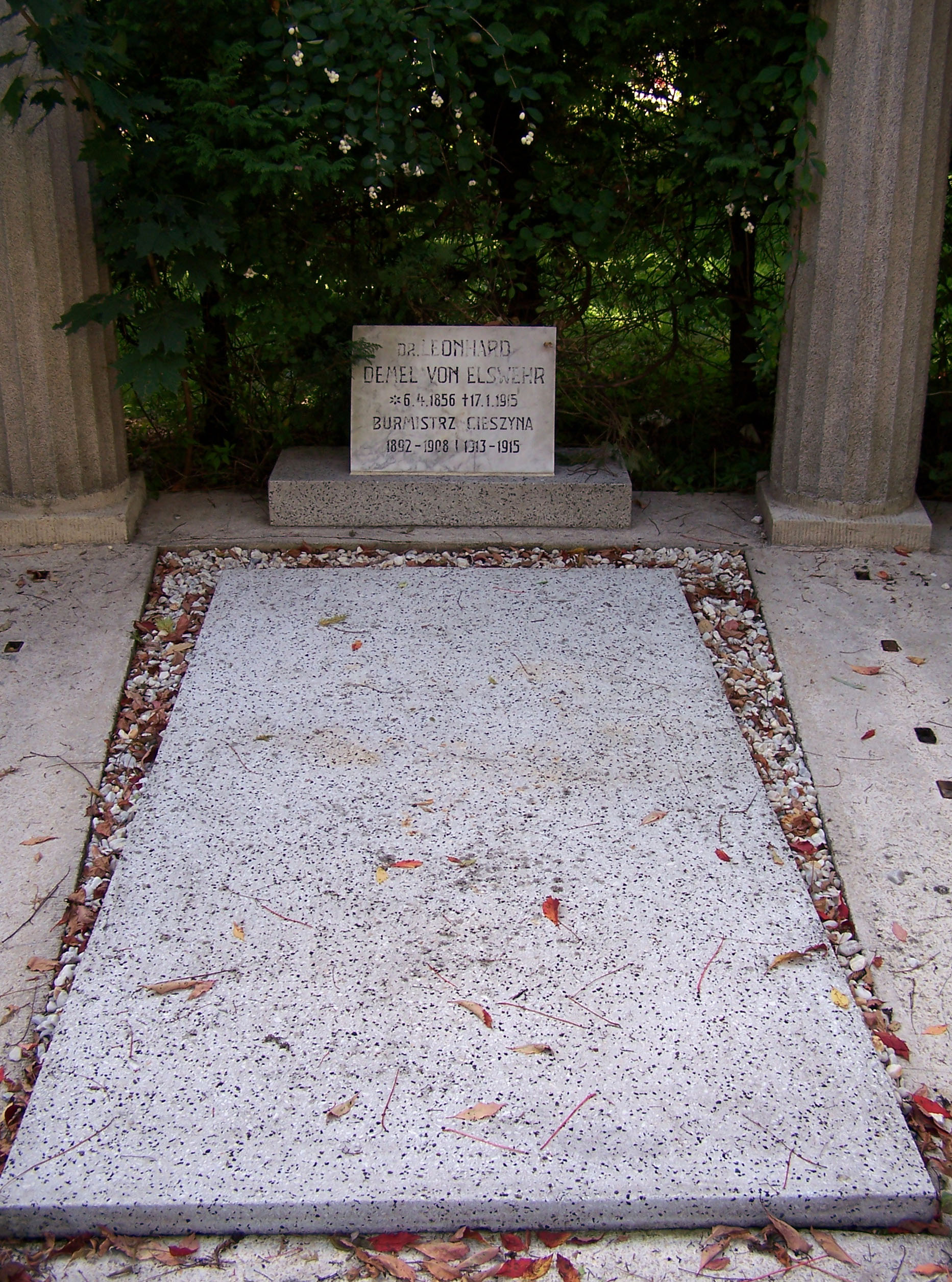
Grób Leonarda Demela von Elswehr na Cmentarzu Komunalnym w Cieszynie

Leonard Demel von Elswehr (ur. 6 kwietnia 1856 w Cieszynie, zm. 17 stycznia 1915 tamże) – niemiecki prawnik, burmistrz Cieszyna.

## Życiorys
Syn Johanna i Franciszki z domu Kłapsia. Studiował prawo na uniwersytetach w Wiedniu, Grazu i Heidelbergu. Następnie pracował jako prawnik w kancelarii adwokackiej prowadzonej przez ojca. Po jego śmierci przejął kancelarię adwokacką. W latach 1892–1908 i 1913–1915 był burmistrzem Cieszyna. Jako taki był reprezentantem i obrońcą niemieckiej ludności tego miasta. Za jego kadencji i z jego inicjatywy powstały m.in. nowa szkoła ludowa, elektrownia, linia tramwajowa i koszary. 31 października 1895 został wybrany do austriackiego parlamentu na miejsce Sobiesława Kluckiego i mandat ten sprawował aż do swojej śmierci.